# Acuse de recibo

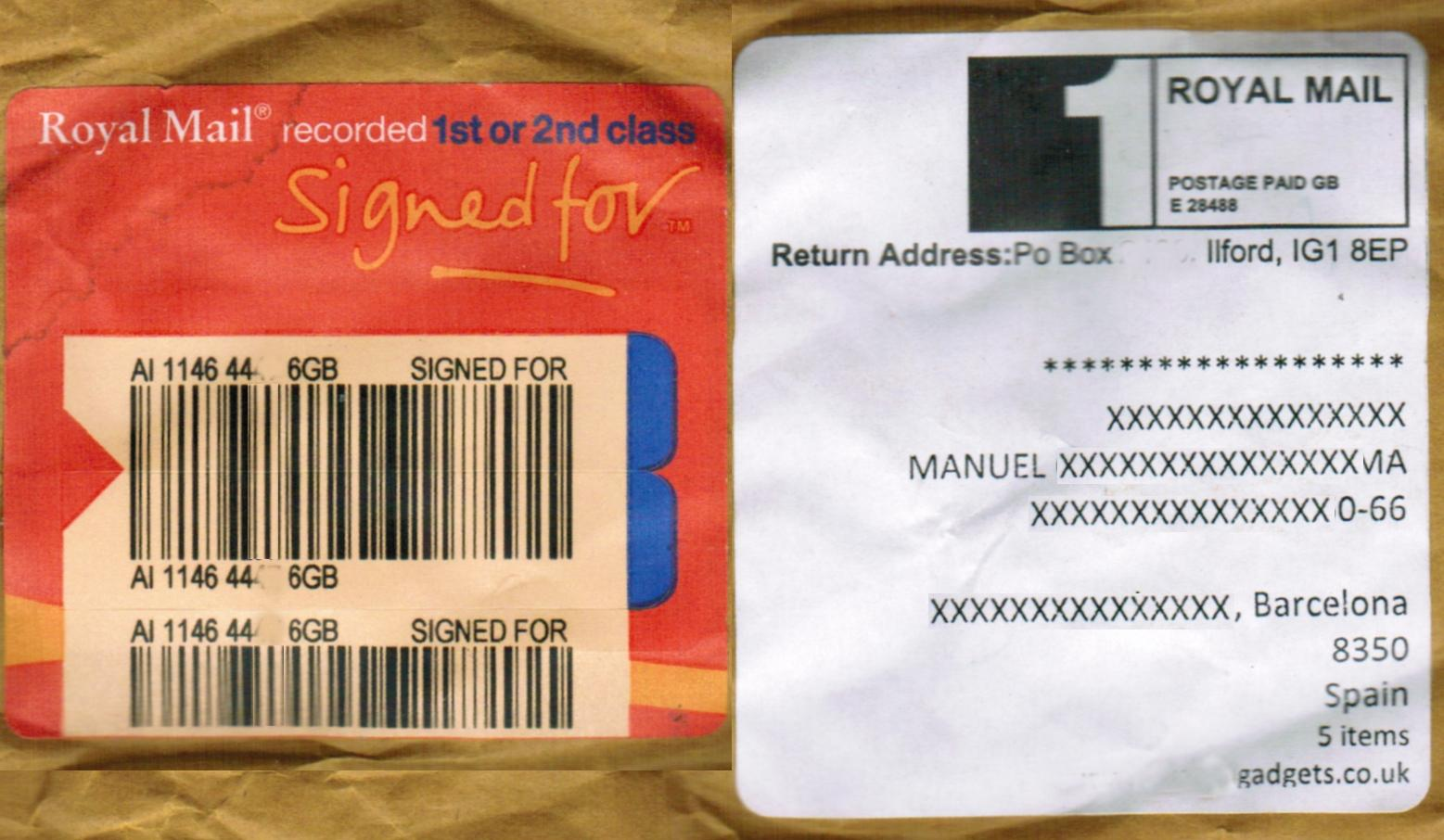
Servicio "Signed-for" de Royal-Mail

El acuse de recibo o justificante de recepción  es la notificación que hace una persona natural o jurídica al recibir un documento, la cual sirve como prueba de haber hecho alguna radicación, diligencia, comunicación o notificación. Se puede realizar de manera manual: El receptor escribe su nombre, entidad que representa o ambas, la palabra "recibido" y la fecha y hora de recepción. También puede realizarse de manera mecánica, con un sello de recibido, o de modo digital. 
Es también un servicio complementario ofrecido por las administraciones postales para certificar la entrega de un artículo enviado por correo. En general consiste en un formulario rellenado por el remitente para que le sea devuelto por la  Oficina de Correos  de destino, firmado por el destinatario, después de la recepción.
El Acuse de Recibo se usa en los productos telegráficos de Correos, actualmente denominados productos de telecomunicaciones, como son el Burofax y el Telegrama.

## Normativa legal según el país
Aunque el concepto es el mismo para cualquier país (el receptor firma en la recepción), la normativa legal puede cambiar de un país a otro.
En algunos países este  acuse de recibo  puede ser preparado excepcionalmente por aquella  oficina de Correos  que recibe el envío. El destinatario para recibir el envío debe firmar el formulario como  acuse de recibo  aunque más modernamente se hace con un "terminal digitalizador" incluyendo el DNI y la fecha. Si el destinatario rechaza el envío y se niega a firmar el  acuse de "no" recepción  el cartero declara que el envío ha sido rechazado y no se ha entregado debidamente.
La pérdida del volante de acuse de recibo por parte de la Oficina de Correos no da derecho a indemnización, pero a petición del emisor se puede emitir un duplicado con una nueva firma del destinatario o con una declaración del cartero conforme ha hecho la entrega.

## Nota
1. ↑  Ruth Mackenzie; Francoise Burhenne-Guilman; Antonio G. M. La Vina (1 de marzo de 2004). Guía explicativa del protocolo de Cartagena sobre Seguridad de la biotecnología. IUCN. pp. 84 -. ISBN 978-2-8317-0766-2. Consultado el 20 de enero de 2012.
2. ↑  Crónica Filatélica N º 374 de julio/agosto de 2010, Grupo Editorial Olympia, Sesto Fiorentino (FI), p.8, "Nota sobre acuse de recibo de correo certificado"
3. ↑  "Definición de acuse de recibo (correo certificado)"

- Datos: Q2397155
- Multimedia: Avis de réception / Q2397155